# Mehmet Ozan
Mehmet Ozan (født 12. april 1949) er en dansk musiker, der især spiller på strengeinstrumenter som guitar og saz. Ozan er af tyrkisk afstamning, og han har været del af det rytmiske musikmiljø i Danmark i mange år og var blandt andet i 1970'erne medlem af Bazaar sammen med Peter Bastian, Anders Koppel og Flemming Quist Møller samt i 1980'erne af Istanbul Express med Alex Riel, Jan zum Vohrde og Mads Vinding. Han har medvirket på flere pladeindspilninger, heriblandt Sebastians album Tusind og en nat. Ozan har også skrevet musik til enkelte film.